# Hybos bifurcatus
Hybos bifurcatus är en tvåvingeart som beskrevs av Yang och Patrick Grootaert 2006. Hybos bifurcatus ingår i släktet Hybos och familjen puckeldansflugor. Inga underarter finns listade i Catalogue of Life.